# Hi-Tech Automotive

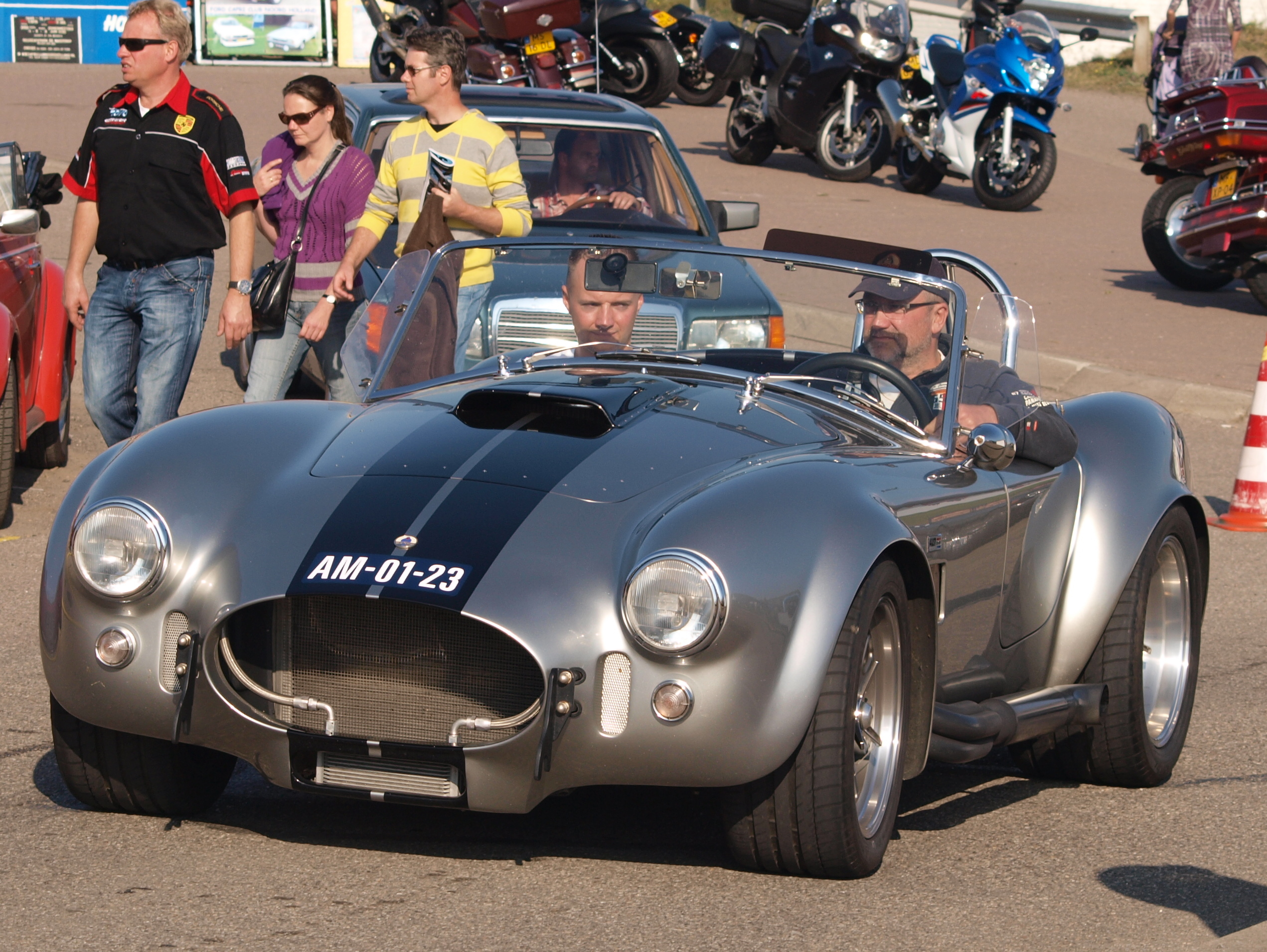
Superformance MK III

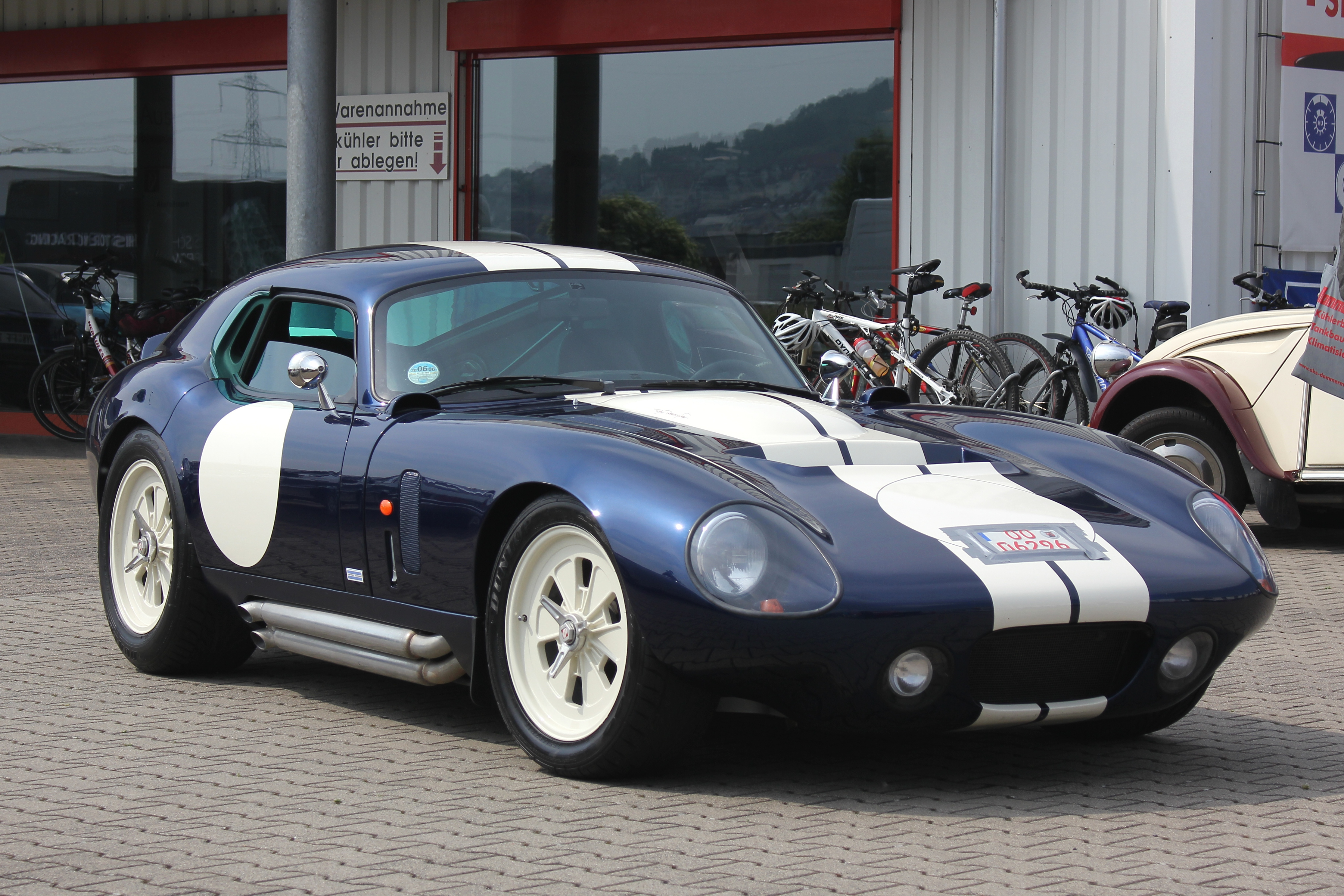
Superformance Coupé

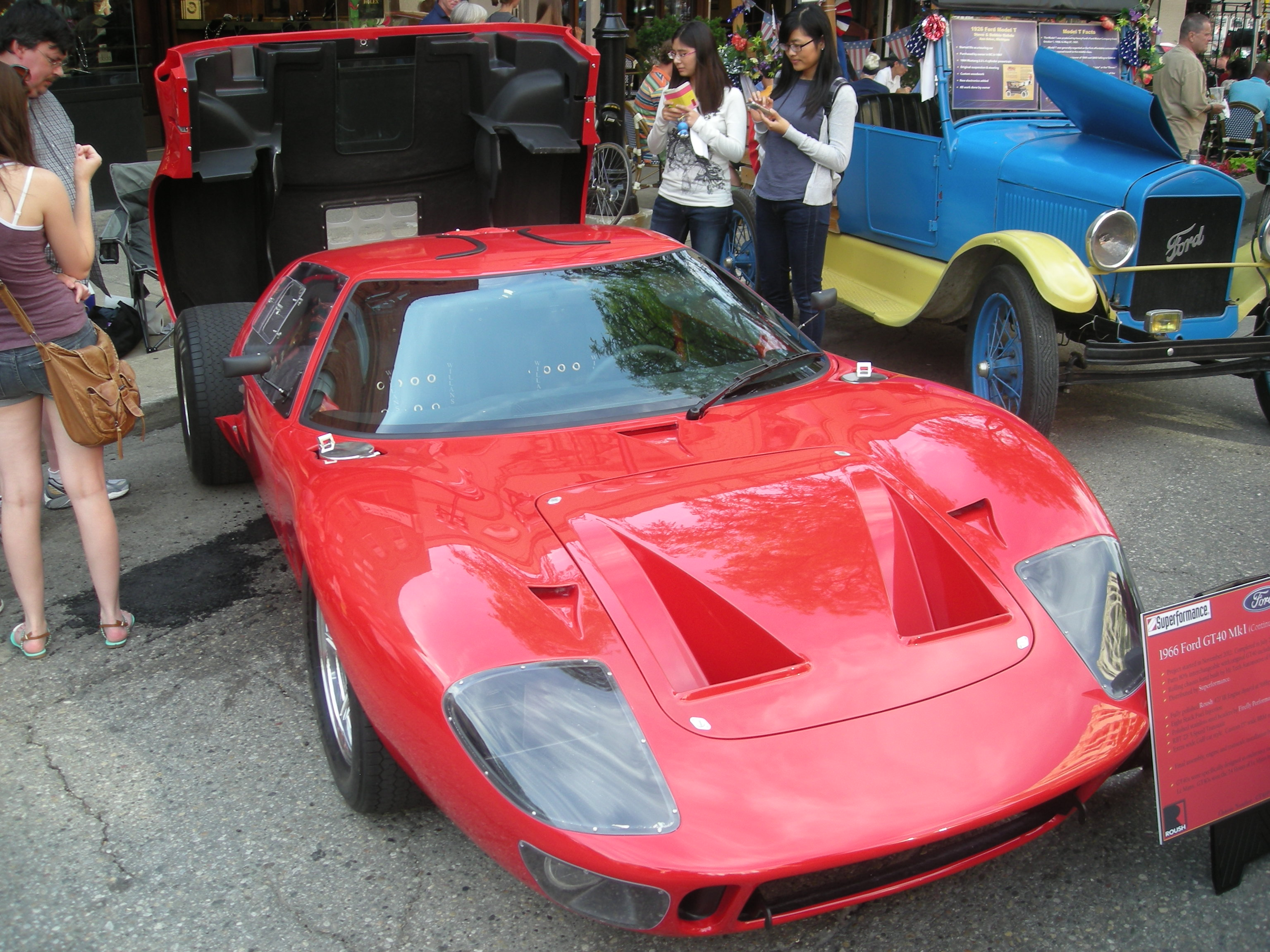
Superformance SPF GT

Hi-Tech Automotive ist ein südafrikanischer Automobilhersteller.

## Unternehmensgeschichte
Das Unternehmen wurde 1992 gegründet. Die Produktion von Automobilen begann je nach Quelle 1992 oder 1994. Der Markenname lautete zunächst ausschließlich Hi-Tech, seit 1996 auch Superformance. Der Sitz befindet sich in Gqeberha. Superformance LLC aus den USA vertreibt die Fahrzeuge in den USA.

## Modelle
Als erstes Modell erschien 1994 die Nachbildung des AC Cobra. 2003 wurde dieses Modell MK III genannt. Verschiedene V8-Motoren von Ford mit wahlweise 5000 cm³, 5700 cm³, 6300 cm³ oder 7000 cm³ Hubraum treiben die Fahrzeuge an.
Seit 2000 ergänzte der S 1 das Sortiment. Dies ist ein Fahrzeug im Stil des Lotus Seven. Ein Vierzylindermotor von Ford mit 2000 cm³ Hubraum und 160 PS Leistung treibt die Fahrzeuge an. Mit Turbolader leistet der Motor 220 PS.
Ebenfalls 2000 vorgestellt, aber erst ab 2001 angeboten wird das Modell Coupé. Es ist die Coupé-Ausführung des MK III und ähnelt dem Shelby Daytona Coupé von 1964. Neben den aus dem Roadster bekannten Ford-Motoren mit 5,7 und 7 Liter Hubraum steht auch ein Roush-V8 mit 6600 cm³ Hubraum und 501 PS zur Verfügung. Mit diesem Motor sind 325 km/h Höchstgeschwindigkeit möglich.
Seit Mai 2005 gibt es außerdem den SPF GT, eine Nachbildung des Ford GT 40.
Ab 2001 wurde in Zusammenarbeit mit Noble Automotive aus England der Noble M 12 montiert. Eine andere Quelle nennt den Noble M 400.

## Produktionszahlen
2000 stellte das Unternehmen 306 Fahrzeuge her. In den beiden Folgejahren entstanden jeweils 300 Fahrzeuge. Für 2003 sind 350 Fahrzeuge überliefert.